# Einheitspreisabkommen
Ein Einheitspreisabkommen (kurz EPA) oder auch Festpreisabkommen ist ein Vertrag zwischen einem Auftraggeber und einem Auftragnehmer über pauschalisierte Kosten bei der Erbringung von Dienstleistungen. In der Regel werden Einheitspreisabkommen in der Immobilienwirtschaft zwischen großen Wohnungsunternehmen als Auftraggeber und Handwerkern als Auftragnehmer abgeschlossen. Siehe auch Einheitspreis.
Einheitspreisabkommen werden meist in der so genannten laufenden Instandhaltung von Wohnungsunternehmen (durchschnittlicher Rechnungsbetrag von etwa 250 Euro) gewerkeorientiert eingesetzt und bieten dem Auftraggeber eine zuverlässigere Kalkulationsgrundlage.
Einheitspreisabkommen werden seit Anfang der 1990er Jahre eingesetzt, in den letzten Jahren aber verstärkt durch den Einsatz neuer Medien wie zum Beispiel der Auftragsvergabe via Internet (Handwerkerkopplung) gefördert. Damit gewinnen Einheitspreisabkommen bis heute immer mehr an Bedeutung. 
Das Einheitspreisabkommen ist nicht zu verwechseln mit dem in Bauverträgen gemäß VOB üblichen Einheitspreisverträgen.

## Bestandteile
- Exakte Beschreibung von Standardleistungen (Leistungspositionen)
- Gültigkeitszeiträume
- juristische Regelungen
- Preise

## Vorteile
Die Preise im Rahmen von Einheitspreisabkommen liegen im Schnitt 10 bis 20 % unter den marktüblichen Angeboten, das heißt, das Wohnungsunternehmen profitiert durch günstigere Preise. Auf der anderen Seite erhalten Handwerker eine bevorzugte Auftragsvergabe.

## Strategische Bedeutung
Gerade in der laufenden Instandhaltung von Wohnungsunternehmen, wo die Verwaltungskosten die oft minimalen eigentlichen Reparaturkosten übersteigen, stellen Einheitspreisabkommen eine Möglichkeit zur Kostenreduzierung dar. Je nach Pauschalisierungsgrad wird das Kostenrisiko, allerdings aber auch eine mögliche höhere Gewinnspanne, auf den Auftragnehmer übertragen. Je höher der Pauschalisierungsgrad, desto niedriger die Verwaltungskosten für den Auftraggeber und höher das Risiko für den Auftragnehmer. So geht der Trend aufgrund des steigenden Kostendrucks der Unternehmen immer mehr hin zu einfachen hoch pauschalisierten Einheitspreisabkommen. 
Als Alternative zu Einheitspreisabkommen ist auch ein komplettes Outsourcing der laufenden Instandhaltung (Bremer Modell) verbreitet, in der gegen eine feste jährliche Gebühr die komplette Prozesskette der Instandhaltung von der Schadensmeldung über die Auftragsabwicklung bis hin zur Rechnungsstellung von anderen Anbietern abgewickelt wird. 